# Broken Islands
Broken Islands är öar i Kanada.   De ligger i territoriet Nunavut, i den östra delen av landet, 2 200 km nordväst om huvudstaden Ottawa. Arean är 0,15 kvadratkilometer.
Terrängen på Broken Islands är mycket platt. Öns högsta punkt är 9 meter över havet. Den sträcker sig 0,6 kilometer i nord-sydlig riktning, och 0,4 kilometer i öst-västlig riktning.
Trakten runt Broken Islands är nära nog obefolkad, med mindre än två invånare per kvadratkilometer.